# Frammenti (Pierangelo Bertoli)
Frammenti è il nono album in studio di Pierangelo Bertoli pubblicato nel 1983.

## Tracce
1. Così (testo di Pierangelo Bertoli, musica di Giuseppe Brandolini) - 4:10
2. Nuova emigrazione (testo di Pierangelo Bertoli, musica di  Marco Negri) - 3:33
3. Serenata (testo di Pierangelo Bertoli, musica di Maurizio Piccoli) - 3:45
4. Pierangelo's Blues( testo e musica di Pierangelo Bertoli) - 4:43
5. Campane (testo di Pierangelo Bertoli, musica di Luca Orioli) - 3:46
6. A Bruna (Pierangelo Bertoli, Marco Dieci) - 3:52
7. I miei pensieri sono tutti lì (testo di Pierangelo Bertoli, musica di  Marco Negri) - 4:20
8. Leggenda antica (testo di Pierangelo Bertoli, musica di  Marco Dieci) - 3:54
9. Quel giorno (testo di Pierangelo Bertoli, musica di Marco Dieci) - 4:19
10. Relax (testo di Pierangelo Bertoli, musica di Tiziano Oriolo) - 3:28

## Formazione
- Pierangelo Bertoli – voce
- Bruno Bergonzi – percussioni
- Claudio Bazzari – chitarra acustica, chitarra elettrica
- Gigi Cappellotto – basso
- Flaviano Cuffari – batteria
- Hugh McCracken – chitarra acustica, slide guitar, chitarra elettrica, armonica
- Marco Dieci – pianoforte, cori, chitarra acustica, armonica a bocca
- Claudio Calzolari – organo Hammond
- Emilio Soana – tromba
- Franco Corvini – tromba
- Claudio Barbieri – trombone
- Giuseppe Bergamasco – trombone
- Rudy Migliardi – trombone
- Leandro Prete – sassofono tenore
- Sergio Rigon – sassofono baritono
- Glauco Masetti – sax alto
- Giuseppe Ferreri – corno
- Luigino Bertuetti – corno
- Arturo Zitelli, Moreno Ferrara – cori